# Christian Fouchet
Christian Fouchet (Saint-Germain-en-Laye (Seine-et-Oise), 17 de novembre de 1911 - Ginebra, 11 d'agost de 1974) va ser un diplomàtic i polític francès.

## Carrera política
Es va llicenciar en Dret i va fer estudis de postgrau en economia política. Es posà al servei del general De Gaulle el 19 de juny de 1940. Va ser aviador de la Força Aèria de la França Lliure i, després de treure's el certificat de paracaigudista, es va convertir en corresponsal de guerra a l'Orient Mitjà, a les campanyes de Fezzan i de Líbia. El 1943 conegué Antoine de Saint-Exupéry a l'Alger i els dos es feren amics.

## Llocs diplomàtics
Va ser secretari d'ambaixada a Moscou el 1944, i el mateix any feu funcions de delegat davant del govern provisional polonès de Lublin. Va ser el primer occidental en entrar a Varsòvia amb l'Exèrcit Roig a la fi de gener de 1945, i va organitzar el reagrupament de milers de presoners i reportats francesos, alliberats dels camps alemanys en territori de Polònia.
Des d'agost de 1945, va ser Cònsol General de França a Calcuta amb jurisdicció sobre l'Índia i Birmània. Allà hi conegué Alexandra David-Néel, l'amistat amb la qual s'allargà fins a la mort d'Alexandra el 1969, als 100 anys.
Fou ambaixador de Dinamarca des de 1958 fins a 1962 i president de la comissió encarregada de desenvolupar un projecte de la Unió política europea dels Sis Estats de la CEE (Pla Fouchet), que finalment i després dues versions presentades el 2 de novembre de 1961, i la segona el gener de 1962, no va tenir èxit. Des del 19 de març al 3 de juliol de 1962, va ser Alt Comissionat a Algèria.

## Mandats polítics
Es va unir al Reagrupament del Poble Francès, que representà a l'Assemblea Nacional de 1951 a 1955 com a diputat pel departament del Sena. Va acompanyar el general De Gaulle durant el seu viatge a Tunísia.
Des del 10 de juny de 1954 fins al 5 de febrer de 1955, va ser el ministre encarregat d'assumptes marroquins i tunisians al govern del Primer Ministre de França Pierre Mendès-France. De l'11 de setembre al 28 de novembre de 1962 va ser ministre delegat davant el Primer Ministre, encarregat de la Informació.
Com a Ministre d'Educació Nacional del 28 de novembre de 1962 fins a l'1 d'abril de 1967, va instaurar el mapa escolar i contribuí a la modernització dels programes d'estudis científics i a crear nous programes de formació professional, els mestratges en informàtica i electrònica.
Va ser ministre de l'Interior des del 6 d'abril de 1967 al 31 de maig de 1968, sota els governs de Georges Pompidou, cosa que el feu cobrir els esdeveniments de maig del 68.